# Àngel Guimerà

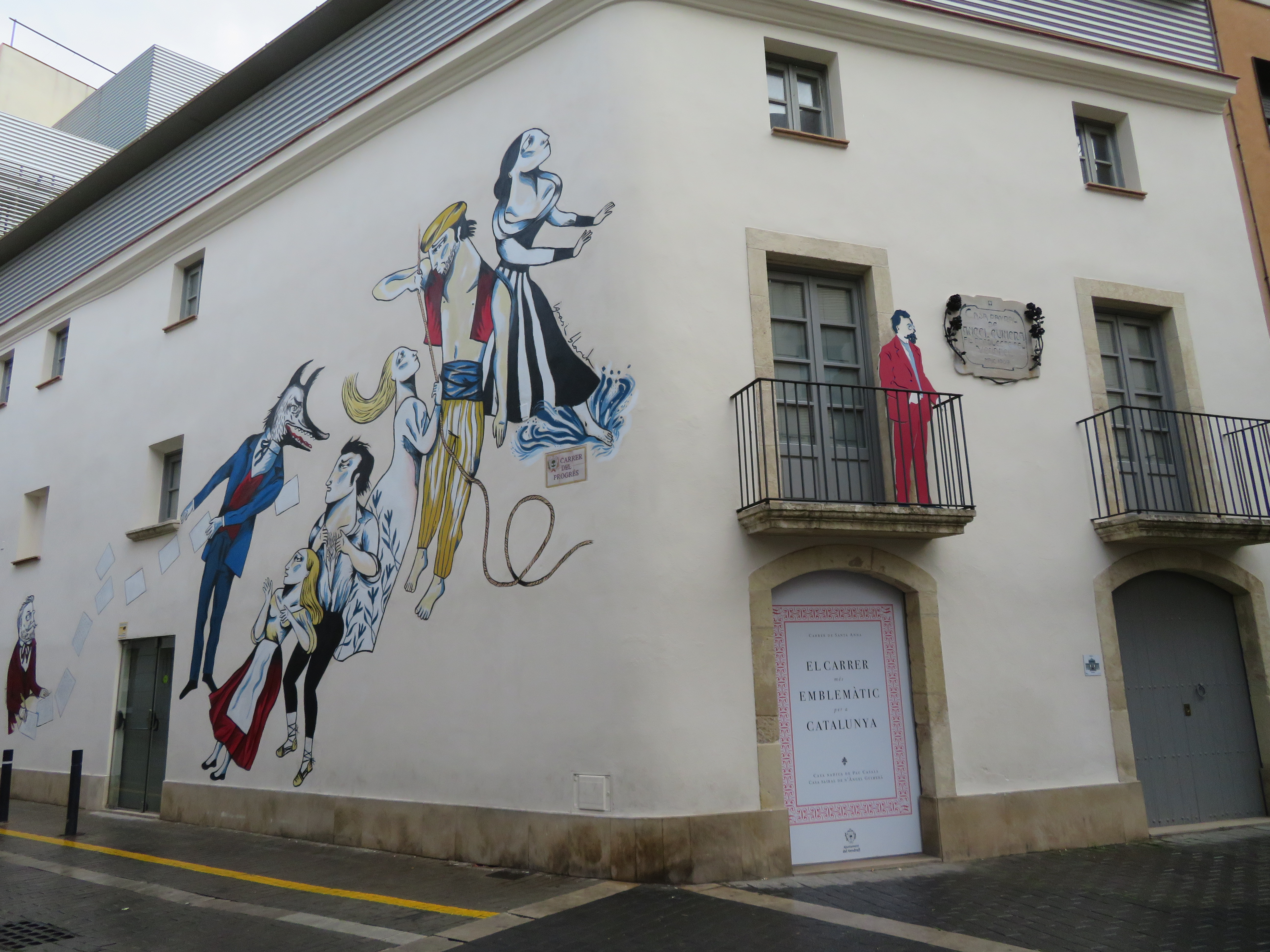
Casa de Ángel Guimerá en El Vendrell, Tarragona

Ángel Guimerá (ur. 6 maja 1845 w Santa Cruz de Tenerife, zm. 18 lipca 1924 w Barcelonie) – hiszpański dramatopisarz i poeta.
Był współzałożycielem i jednym z redaktorów pisma "La Renaixença" - organu katalońskiego odrodzenia narodowego, kulturalnego i literackiego. Był członkiem ugrupowania Młoda Katalonia. Tworzył romantyczne tragedie wierszem, m.in. Gala Placidia (1879) i Judith de Welp (1883), w których nawiązywał do folkloru i historii Katalonii, w późniejszym okresie pisał głównie realistyczne dramaty o problematyce społecznej. Jego głównym dziełem jest Terra baixa (1896) z życia wiejskiego, tłumaczone na wiele języków. Jest również autorem zbiorów poezji. Wywarł wpływ na współczesny hiszpański teatr.